# La gruta sombría
La Gruta Sombría (también titulada como La Gruta Horrenda) es la undécima novela de la serie Una Serie de Catastróficas Desdichas por Lemony Snicket.
Esta novela narra la subsiguiente historia de los huérfanos Baudelaire, quienes descubren a la tripulación del submarino Queequeg buscando un misterioso azucarero en la gruta epónima. 

## Argumento
Klaus había examinado el gráfico de las mareas para estimar la ubicación del azucarero relativa al ciclo del agua. Él sospecha que se encontraría en la Gruta Gorgonia. Un submarino con forma de pulpo, capitaneado por el Conde Olaf, aparece en el sonar del Queequeg, pero es ahuyentado por un misterioso objeto, el cual aparece solo como un signo de interrogación en la pantalla del radar.
En ese momento Fiona busca sobre la Gruta Gorgonia en sus libros sobre micología. Se trata de una cueva con forma de cono que da cabida a una especie rara de seta venenosa llamada Medusoid Mycelium. Estos hongos crecen y menguan, pero resultan mortíferos cuando están creciendo. La gruta es lo suficientemente remota como para aislar al Medusoid Mycelium del mundo exterior. Fiona sospecha de que puede haber un antídoto para los efectos venenosos del hongo.
Cuando el submarino llega en la Gruta, Fiona, Klaus, Violet, y Sunny son enviados dentro. Después de llegar flotando a una playa arenosa en la que se encuentran esparcidos muchos objetos que la marea ha llevado a la orilla,  encuentran una pequeña habitación con tres lámparas, de las cuales dos están encendidas.
Buscando el azucarero por la playa, de repente la Medusoid Mycelium empieza a expandirse, brotando por la playa y el suelo y las paredes con baldosas. Y los niños se refugian en la pequeña habitación donde la espora no llega. Mientras esperan que la Medusoid Mycelium mengue, los niños se entretienen investigando los cachivaches desparramados a lo largo de la cueva, algunas de las cuales parecen estar conectadas con el V.F.D., incluyendo un artículo de periódico, un libro de poesía y una carta personal. Sunny también coge ingredientes para preparar una comida para todos ellos, entre los que se encuentra una lata de wasabi. Varias horas más tarde, el Medusoid Mycelium mengua y pueden regresar al submarino.
Una vez llegan al submarino, descubren que Widdershins y Phil han desaparecido, y que una espora de la seta se había infiltrado en el casco de Sunny mientras estaban en la gruta. Fiona para a Klaus antes de que este abra el casco, insistiendo en que Sunny debe seguir llevando el casco hasta que ella pueda encontrar un antídoto para garantizar la seguridad de todos. En el mismo instante en el que el submarino se pone en marcha, el submarino de Olaf se lo traga, capturando a los niños. Los huérfanos entran al barco de Olaf, descubren que funciona a costa del trabajo de los Snow Scouts, y son llevados al calabozo, donde son interrogados por el hombre garfio, quien resulta ser el hermano de Fiona, Fernald. Fiona le suplica que les ayude a regresar al Queequeg por el bienestar de Sunny, y Fernald está de acuerdo, con la condición de que pueda ir con ellos. 
Mientras intentaban volver a colarse en el Queequeg, Esmé ve a Fiona y a Fernald. Estos crean una distracción para que Klaus, Violet y Sunny puedan pasar inadvertidos y huir al Queequeg.
De nuevo en el Queequeg, Klaus y Violet buscan una cura para Sunny, y, con la ayuda de los pareados de V.F.D., se dan cuenta de que el antídoto es armoracia rusticana. Buscan la planta, pero no encuentran ninguna. Preguntan a Sunny si hay algo similar al rábano rusticano. Sunny consigue pronunciar una palabra de forma entrecortada, wasabi, y sus hermanos le dan un poco de lo que se trajo de la cueva, mientras ellos se comen el wasabi restante.
Mientras Sunny se echa una cabezada, el telégrafo produce un Voluntary Factual Dispatch de Quigley Quagmire, por el cual los hermanos quedan convocados el día siguiente a una localización codificada, justo dos días antes de la reunión de V.F.D. en el Hotel Denouement. Klaus decodifica el primer poema de Lewis Carroll, diciéndoles que quiere quedar con ellos en la playa Briny. Justo cuando Violet comienza a decodificar el segundo, basado en el poema de T. S. Eliot, La tierra baldía, son descubiertos por Olaf y sus secuaces. Poco después, en el radar, el misterioso objeto con  forma de signo de interrogación vuelve a aparecer; Olaf, quien claramente reconoce el objeto, ordena a todo el mundo que se pongan en posición para huir. Fiona, dándose cuenta de que tomó la decisión equivocada, deja que los Baudelaires huyan en el Queequeg. Olaf coge el casco lleno de Medusoid Mycelium. Sunny arregla el agujero enorme que Olaf creó en el submarino utilizando una pompa enorme de chicle, y   así huyen del submarino de Olaf.
Al día siguiente, llegan a la playa Briny, justo donde todos sus problemas comenzaron. Sorprendentemente, el Sr. Poe aparece entre la niebla. Había recibido un mensaje del misterioso J.S. en el que decía que tenía que encontrarse con él en la playa. Violet, sin embargo, había decodificado el mensaje de Quigley y había concluido que un taxi iría a buscarles a la playa. Se despiden del Sr. Poe y llegan al taxi, en el que encuentran a una mujer desconocida al volante, la cual dice ser Kit Snicket. Los niños suben al taxi, acabando así el libro con la suerte de su lado por primera vez.

## Traducciones
- Portugués brasileño: "Un Gruta Gorgônea", Cia das Letras
- Checo: "Ponurá sluj"
- Finlandés: "Synkkä syöveri" (El Remolino Siniestro), WSOY, 2006,
- Griego: "Η Σπαρακτική Σπηλιά", Ελληνικά Γράμματα
- Japonés: "ぶきみな岩屋" (La Gruta Extraña), Soshisha, 2006,
- Noruego: Den grusomme grotten, Tor Edvin Dahl, Cappelen Damm, 2005,
- Ruso: "Угрюмый Грот", Azbuka, 2006,
- Francés: "La Grotte Gorgone" (La Gruta Gorgona)
- Polaco : "Groźna grota" (La Gruta Amenazadora)

## Adaptación
El libro se adaptó en el tercer y cuarto episodio de la tercera temporada de la adaptación producida por Netflix.